# مقاطعة بون (آيوا)
مقاطعة بون (بالإنجليزية: Boone County)‏ هي إحدى مقاطعات ولاية آيوا في الولايات المتحدة الأمريكية.

## أعلام
- كورتيس د. ويلبر